# Роджер Вендоверский
Роджер Вендоверский, или Роджер из Вендовера (англ. Roger of Wendover, лат. Rogerus Wendoverus, или Rogerus de Wendover; ум. 6 мая 1236 или 1237) — английский хронист, монах-бенедиктинец из аббатства Св. Альбана в Сент-Олбансе (Хартфордшир), автор хроники «Цветы истории» (лат. Flores Historiarum).

## Биография
Вероятно, уроженец Вендовера в Бакингемшире, он в юности принял постриг в аббатстве Св. Альбана в Сент-Олбансе, вступив в орден бенедиктинцев. Возможно, являлся близким родственником Ричарда Вендовера (ум. 1252), врача римского папы Григория IX (1227—1241), завещавшего после своей смерти аббатству подаренное ему понтификом распятие.
Получив сан священника при аббате Уильяме Трампингтоне (1214—1235), он с 1217 года возглавлял приорат обители Св. Альбана в Бивере близ Линкольна в Лестершире, но был отстранён от должности за растрату пожертвований. Вернувшись около 1231 года в Сент-Олбанс, возглавил тамошний скрипторий, сменив на посту монастырского историографа некого Уолтера, который, по словам церковного историка эпохи Тюдоров Джона Питтса, являлся автором хроники Англии с 1180 года.
Стал очевидцем бесчинств и разорений, творившихся во владениях приората и окрестных землях войсками Иоанна Безземельного во время Первой баронской войны; его покровителем был мятежный барон Уильям д'Альбини, захваченный в плен при осаде королевской армией Рочестерского замка. 
По возвращении в материнское аббатство, вероятно, сумел вернуть себе доверие нового настоятеля Джона Хертфордского (1235—1263), возглавив скрипторий и занявшись историческими трудами. Его учеником и продолжателем стал известный хронист Матвей Парижский (ум. 1259). Умер 6 мая 1236-го или 1237 года в обители Св. Альбана где, вероятно, и был похоронен.

## Сочинения
Является первым известным по имени летописцем из Сент-Олбанса. В основу его латинской хроники, получившей название «Цветы истории» (лат. Flores Historiarum), в значительной степени положены были исторические материалы, издавна собиравшиеся в аббатстве, в первую очередь, местные анналы, предположительно доведённые до 1189 года.
В предисловии к хронике Роджер утверждает, что выбрал из трудов своих предшественников «наиболее достойные похвалы, подобно тому, как цветы разной расцветки собираются с разных полей». Впоследствии красочное название «Flores Historiarum» утвердилось также за обширной летописной компиляцией, составленной в аббатстве Св. Альбана анонимным автором, доведённой до 1326 года и долгое время ошибочно приписывавшейся некому «Матфею Вестминстерскому».
Среди источников Роджера, помимо сочинений Беды Достопочтенного (VIII в.), Саймона Даремского, Иоанна Вустерского, Уильяма Мальмсберийского, Генриха Хантингдонского (первая пол. XII в.), Элреда Ривоского, Петра Коместора, Гийома Тирского и Роджера Ховеденского (вторая пол. XII в.), следует отметить хроники его старших современников Ральфа Коггсхоллского и Оливера Схоластика. Ранее ядром первой части «Flores Historiarum» ошибочно считалась хроника аббата Джона из Уоллингфорда, или Джона де Селлы, который был настоятелем Сент-Олбанса с 1195 по 1214 год, но позже было установлено, что последнюю составил полный тёзка этого аббата, который умер в 1258 году, значительно позже Роджера, и потому сам пользовался его сочинением в качестве источника.
Работу на хроникой Роджер начал в 1188 году, а затем продолжил до 1235 года, закончив примерно за год до своей смерти. Она состоит из двух книг, первая из которых, в пяти частях, в соответствии с периодизацией Беды, начинает повествование с сотворения мира до воплощения Господня и представляет собой собрание выписок из более ранних хроник, вторая же более обстоятельно излагает события мировой и английской истории до 1235 года.
Подобно сочинениям большинства летописцев, хроника Роджера Вендоверского ценится не столько за то, что он взял из трудов своих предшественников, сколько за рассказ о современных ему событиях с 1216 по 1235 год, преимущественно в Англии и Франции, очевидцем которых он в ряде случаев являлся сам. Особенный интерес представляет описание им принятия Великой хартии вольностей (1215), а также действий наёмных войск короля Иоанна Безземельного на севере страны во время разгоревшейся в конце его правления войны c мятежными баронами:
«Вся земля покрылась этими отродьями дьявола, подобными саранче, которые собирались, чтобы стереть всё с лица земли: бегая с обнажёнными мечами и ножами, они разграбили города, дома, кладбища и церкви, разоряя всё, не щадя ни женщин, ни детей…»
В сравнении со своим младшим современником и возможным учеником Матвеем Парижским, Роджер Вендоверский выглядит скорее бесстрастным и добросовестным летописцем, чем серьёзным историком, способным вскрывать и анализировать причины исторических событий. Он довольно обстоятелен в отношении фактов, хотя порой делает ошибки, утверждая, например, что вторая коронация Генриха III состоялась в 1220 году в Кентербери. Язык его хроники прост и не столь вычурен, а в её тексте почти нет цитат из латинских классиков, зато заметен неподдельный интерес автора к религиозным вопросам и различным чудесам. Вместе с тем, Роджер ставил своей целью не только запечатлеть в памяти потомков события прошлого, но и развлечь их занимательными легендами и историческими анекдотами, что характерно для церковной латинской литературы его эпохи.  
Так, под 1196 годом в «Flores Historiarum» сообщается об откровении Святого Николая монаху из Ившемского аббатства — любопытная религиозная аллегория, рассматривающая вознесение души после смерти на небо через чистилище к райским вратам, а под 1228-м содержится рассказ посетившего Англию архиепископа Великой Армении, который у себя на родине якобы встретился с мифическим Агасфером, назвавшим себя Картафилом (лат. Cartaphilus), служившим привратником у самого Понтия Пилата, ударившим шедшего на Голгофу Христа, и обречённым им за это на вечное ожидание Второго пришествия.
Впервые в английской средневековой историографии Роджер изложил в своей хронике позаимствованное из неизвестного источника народное предание о леди Годиве из Ковентри, отнеся её историю к 1057 году. Сочинение Роджера Вендоверского активно использовали в качестве источника многие позднейшие летописцы, прежде всего Матвей Парижский, черпавший из него сведения для первой части своей хроники.

## Рукописи и издания
Хроника Роджера Вендоверского дошла до нас в нескольких рукописях, наиболее полная из которых хранится в собрании Френсиса Дуса Бодлианской библиотеки Оксфордского университета (MS Douce 207) и относится ко второй половине XIII века, другая, сильно пострадавшая при пожаре 1731 года, находится в собрании Коттона Британской библиотеки (Otho, MS B.v) и датируется XIV веком. Помимо них, известны, как минимум, ещё два манускрипта XIV века, один из той же коллекции Коттона (MS D.IV) и другой, под номером 264, из библиотеки Колледжа Корпус-Кристи Кембриджского университета.
Лучшее латинское издание хроники Роджера Вендоверского, содержащее её текст с 447 г. н. э. по 1235 год, выпущено было в 1841—1842 годах в пяти томах известным филологом Генри Октавиусом Коксом. В 1849 году в Лондоне опубликован был 2-томный английский перевод, подготовленный историком-медиевистом Джоном Алленом Джайлсом.
Следующее латинское издание исторически наиболее ценной последней части хроники, с 1154 по 1235 год, было опубликовано в 1886—1889 годах в 3-х томах архивистом и издателем Генри Г. Хьюлеттом в академической «Rolls Series». Отрывки из хроники изданы были немецким историком Феликсом Либерманом в 1885 году в Ганновере в XXVIII томе Monumenta Germaniae Historica (Scriptores).

## Цитаты
Из рассказа о взятии войсками короля Иоанна Линкольна в 1217 году.

«По окончании сражения королевские солдаты обнаружили в городе повозки баронов и французов с вьючными лошадьми, доверху нагруженные разным добром, серебряной посудой, мебелью и всякой утварью; и все это попало к ним в руки без всякого сопротивления. Дочиста разграбив город, они обошли все церкви, топорами взломали сундуки, забрали находящееся в них золото и серебро, одежду всех цветов, украшения, золотые кольца, кубки и драгоценные камни. Даже кафедральный собор не смог избежать разорения, его постигла та же участь, что и остальные храмы, поскольку папский легат велел рыцарям относиться ко всему здешнему духовенству как к людям, отлученным от церкви. Этот собор лишился одиннадцати тысяч марок серебром. Когда нападающие захватили все добро, так что ни в одном доме не осталось ровным счетом ничего, то каждый вернулся к своему лорду настоящим богачом. Многие женщины этого города утонули в реке, поскольку, дабы избежать позора изнасилования, они, взяв детей, служанок и домашнее имущество, садились в слишком маленькие, слабые лодки, которые переворачивались в пути. Впоследствии в реке находили серебряные кубки и множество другого добра, к великой радости желающих поживиться.»

## Публикации
- Rogeri de Wendover. Chronica, sive Flores Historiarum. Edited by Henricus O. Coxe, M. A. — Volumes I—IV. — Londini: Sumptibus Societatis, 1841—1842.
- Roger of Wendover’s Flowers of History. Comprising the History of England from the Descent of the Saxons to A. D. 1235. Translated from the Latin by J. A. Giles. — Volumes I—II. — London: Henry G. Bohn, 1849. — viii, 568 + 614 p.
- Rogeri de Wendover Liber qui dicitur Flores historiarum ab Anno Domini MCLIV. annoque Henrici Anglorum regis secundi primo. The Flowers of History by Roger de Wendover, edited by Henry G. Hewlett. — Volumes I—III. — London: H. M. Stationery Office; Longman & Company, 1886—1889.
- Roger of Wendover. Liber qui dicitur Flores historiarum ab Anno Domini MCLIV. annoque Henrici Anglorum regis secundi primo. Edited by Henry G. Hewlett. — Volumes I—III. — Cambridge University Press, 2012. — ISBN 978-5-108-05232-0, ISBN 978-5-108-05234-4. (репринтное изд.).